# Les Destinées sentimentales (film)
Pour plus de détails, voir Fiche technique et Distribution.
Les Destinées sentimentales est un film français réalisé par Olivier Assayas en 2000, adapté du roman homonyme de Jacques Chardonne.

## Synopsis
Chronique de la vie de Jean Barnery, issu d'une famille d'industriels de la porcelaine à Limoges, et des deux femmes qu'il aime ou a aimées, Nathalie et Pauline, de la fin du XIXe siècle à la Grande Dépression.

## Fiche technique
- Réalisateur : Olivier Assayas
- Scénario, adaptation et dialogues : Jacques Fieschi et Olivier Assayas, d'après le roman de Jacques Chardonne
- Photographie : Éric Gautier
- Son : Jean-Claude Laureux
- Décors : Katia Wyszkop
- Costumes Anaïs Romand
- Montage : Luc Barnier
- Musique : Émile Waldteufel, Gabriel Fauré, Olivier Métra et Guillaume Lekeu
- Producteurs : Bruno Pésery, Jean-Louis Porchet et Gérard Ruey
- Sociétés de production : Arena Films, TF1 Films Production et CAB Productions
- Durée : 180 min
- Dates de sortie :
  - France : 16 mai 2000 (Festival de Cannes)
  - France : 12 juillet 2000 (généralisée)
  - Belgique : 27 septembre 2000

## Distribution
- Charles Berling : Jean Barnery
- Emmanuelle Béart : Pauline, seconde épouse de Jean
- Isabelle Huppert : Nathalie, première épouse de Jean
- Olivier Perrier : Philippe Pommerel, producteur de cognac, oncle de Pauline
- Dominique Reymond : Julie Desca
- André Marcon : Paul Desca, le mari de Julie
- Alexandra London : Louise Desca, la fille de Julie et Paul
- Julie Depardieu : Marcelle, amie et confidente de Pauline
- Louis-Do de Lencquesaing : Arthur Pommerel, le fils de Philippe
- Valérie Bonneton : L'épouse d'Arthur Pommerel
- Pascal Bongard : Vouzelles, ami socialiste de Jean Barnery
- Didier Flamand : Guy Barnery, cousin de Jean, frère de Julie
- Jean-Baptiste Malartre : Frédéric Barnery, frère de Julie
- Georges Wilson : Robert Barnery, patron des porcelaines Barbery
- Nicolas Pignon : Bavouzet
- Catherine Mouchet : Fernande, sœur de Nathalie
- Jacques Rullier : Le beau frère de Nathalie (mari de Fernande)
- Mia Hansen-Løve : Aline, la fille de Nathalie et Jean
- Sophie Aubry : Dominique, l'amie d'Aline
- Victor Garrivier : le pasteur Sabatier, proche de Nathalie et d'Aline
- Jérôme Huguet : René Fayet, le jeune soldat blessé à l'œil
- Mathieu Genet : Max Barnery, le fils de Pauline et Jean
- Rémi Martin : Dahlias, l'amant supposé de Nathalie
- Roger Dumas : le patron de Pauline
- Jean-Pierre Gos : le notaire Fayet
- Saki Reid : Miss Howard
- Claire Hammond : Mme Ducros
- Pierre Saternaer : l'ingénieur de l'usine
- Jocelyne Desverchère : Célestine
- Patricia Dinev : Solange
- Christian Drillaud : le chirurgien
- Circé Lethem : Anna
- Maryline Even : la joueuse de bridge
- Christophe Jazinski : Théodore
- Luc de Goustine : le préfet
- Barnaby Southcombe : le cavalier de Marcelle
- Josephine Firino-Martell : Aline à 5 ans
- Alexandre Marcos : Max à 4 ans
- Gregory Marcos : Max à 6 ans

## Production

### Genèse
Olivier Assayas, dès qu'il commença à faire du cinéma, voulut adapter le roman Les Destinées sentimentales de Jacques Chardonne, le romancier gardant une mauvaise réputation du fait du sa relation avec le régime de Vichy.
Dans le rôle de Jean Barnery, il envisage d'abord Daniel Auteuil, mais comme il s'était séparé récemment d'Emmanuelle Béart, Charles Berling est sollicité à sa place.
En raison de sa durée et de son budget, inédit pour Olivier Assayas, des sociétés de distributions sont difficiles à trouver. C'est TF1 qui achète le film, qui était dans un pack avec Sade, qui selon Assayas, était le seul film que la chaîne désirait. Les Destinées sentimentales ne sont diffusées qu'une seule fois à la télévision, en troisième partie de soirée.

### Tournage
Le tournage est difficile, notamment à cause des anachronismes que l'équipe voulait éviter. Ainsi des conflits éclatèrent sur des éléments inadéquats, tels que des murs en crépi, ou un paysage de vignes, plantées en foule, sur le tas (les vignes alignées n'apparurent qu'après la mécanisation et le phylloxéra).

### Montage

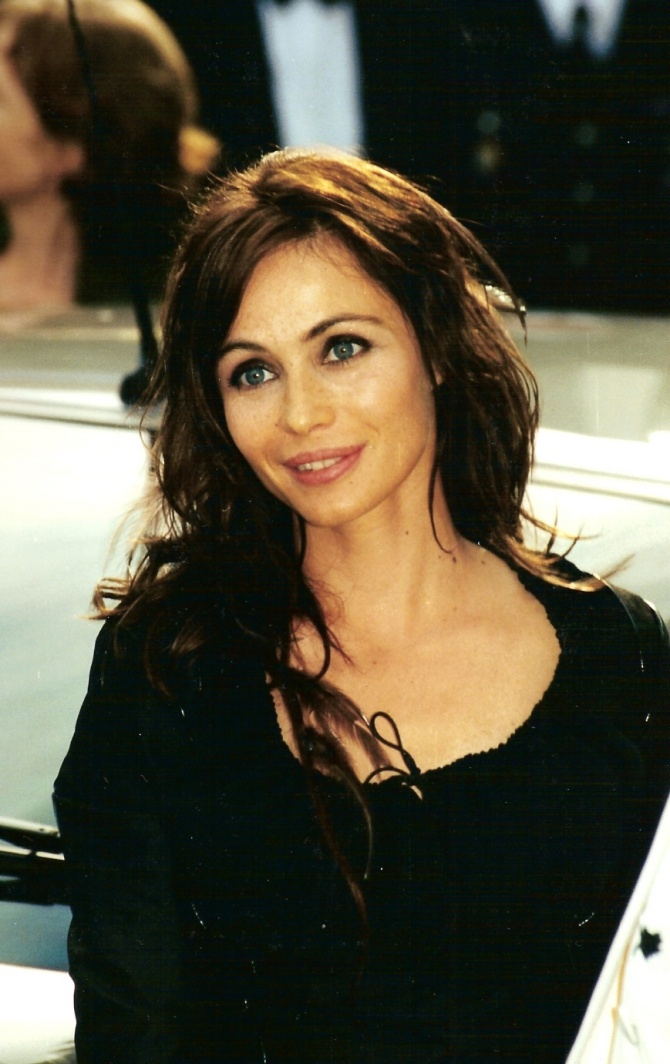
L'actrice principale Emmanuelle Béart au Festival de Cannes 2000.

Le montage est compliqué en raison de la durée limite imposée par la production (150 minutes). Alors qu'Olivier Assayas et son monteur Luc Barnier avaient pratiquement terminé en ne dépassant que de dix minutes, ils apprennent que la durée a été mal calculée du fait de la confusion entre la version cinéma et la version télévision (respectivement 24 et 25 images par seconde). Le film faisait 200 minutes, ce qui ne peut satisfaire les investisseurs. Un nouveau montage est effectué, en coupant des scènes, pour que le film dure finalement trois heures. 
Une autre déconvenue apparaît : la musique. Eléni Karaïndrou est d'abord considérée comme compositrice, avant qu'Olivier Assayas soit incité à travailler avec Antoine Duhamel. La musique, enregistrée dans l'église Notre-Dame-du-Liban, ne convenait pas à Assayas : ce dernier en porte la responsabilité, trop imprécis sur la demande, trouvant qu'elle supprime la légèreté du film. La musique est finalement issue d'extraits d'œuvres Émile Waldteufel, Gabriel Fauré et Guillaume Lekeu, Olivier Assayas décidant de ne pas utiliser les compositions originales de Duhamel.

### Présentation à Cannes
Le film est sélectionné au Festival de Cannes 2000. C'est la première sélection en compétition pour Olivier Assayas. Le directeur du festival Gilles Jacob visionne le film, très loin d'être inachevé, la veille ou l'avant-veille de la conférence de presse. Il reçoit de bonnes critiques mais n'est pas au palmarès, ce qui n'étonne pas Assayas qui ironise « je n'espérais pas grand-chose d'un jury présidé par Luc Besson dont je ne voyais pas trop par quel biais il aurait pu être sensible à l'univers de Jacques Chardonne ».

## Distinctions
- Sélectionné en compétition au Festival de Cannes 2000.
- Nominations lors de la 26e cérémonie des César :
  - Meilleur acteur : Charles Berling
  - Meilleure actrice : Emmanuelle Béart
  - Meilleure photographie : Éric Gautier
  - Meilleurs décors : Katia Wyszkop